# Giro de la Província de Grosseto
El Giro de la Província de Grosseto (en italià Giro della Provincia di Grosseto) és una cursa ciclista per etapes italiana que es disputà el 2008 i 2009 a la província de Grosseto. La cursa formà part de l'UCI Europe Tour, amb una categoria 2.1.

## Palmarès
| Any  | Vencedor            | Segon             | Tercer             |
| ---- | ------------------- | ----------------- | ------------------ |
| 2008 | Filippo Pozzato     | Grega Bole        | Mauro Santambrogio |
| 2009 | Daniele Pietropolli | Enrico Gasparotto | Stefano Garzelli   |